# SD Eibar
Sociedad Deportiva Eibar – hiszpański klub piłkarski, mający siedzibę w mieście Eibar (prowincja Gipuzkoa). W sezonie 2021/2022 gra w Segunda División.

## Historia
SD Eibar powstało w 1940 roku w wyniku fuzji dwóch klubów: Deportivo Gallo i Unión Deportiva Eibarresa. Nowy klub nazwano wówczas Eibar Fútbol Club. W 1950 roku Eibar osiągnął swój pierwszy sukces, jakim był awans do Tercera División. Natomiast w sezonie 1952/1953 zespół osiągnął promocję do Segunda División B i grał tam przez kolejnych 5 lat, aż powrócił do Tercera División. Od tego czasu zespół balansował pomiędzy Tercera, Segunda a Segunda B.
W sezonie 2005/2006 Eibar spadł z Segunda División do Segunda B. Spisał się jednak na tyle dobrze, że wygrał rozgrywki grupy IV. W fazie play-off pokonał w półfinale CE L’Hospitalet. W finale spotkał się z Rayo Vallecano i wygrał z tym zespołem 2:1 powracając tym samym w szeregi drugiej ligi hiszpańskiej.
W sezonie 2013/14 Eibar, po zwycięstwie 1:0 nad Deportivo Alavés, awansował po raz pierwszy do hiszpańskiej ekstraklasy piłkarskiej.
W swoim debiutanckim sezonie w najwyższej klasie rozgrywkowej w Hiszpanii, klub zajął 18 miejsce w ligowej tabeli. Utrzymał się jednak na skutek karnej degradacji Elche CF do Segunda División.

## Sezony
- 2004/2005: Segunda División - 4. miejsce
- 2005/2006: Segunda División - 22. miejsce (spadek)
- 2006/2007: Segunda División B - 1. miejsce (awans)
- 2007/2008: Segunda División - 13. miejsce
- 2008/2009: Segunda División - 21. miejsce (spadek)
- 2009/2010: Segunda División B - 2. miejsce
- 2010/2011: Segunda División B - 1. miejsce
- 2011/2012: Segunda División B - 3. miejsce
- 2012/2013: Segunda División B - 2. miejsce (awans)
- 2013/2014: Segunda División - 1. miejsce (awans)
- 2014/2015: Primera Division - 18. miejsce
- 2015/2016: Primera Division - 14. miejsce
- 2016/2017: Primera Division - 10. miejsce
- 2017/2018: Primera Division - 9. miejsce
- 2018/2019: Primera Division - 12. miejsce
- 2019/2020: Primera Division - 14. miejsce
- 2020/2021: Primera Division - 20. miejsce (spadek)
- 2021/2022: Segunda División - 3. miejsce
- 2022/2023: Segunda División - 5. miejsce
- 2023/2024: Segunda División - 3. miejsce
- 2024/2025: Segunda División -

## Zawodnicy

### Skład
Aktualny na 3 listopada 2019.
| Nr | Poz. | Piłkarz              |
| -- | ---- | -------------------- |
| 1  | BR   | Marko Dmitrović      |
| 2  | OB   | Esteban Burgos       |
| 3  | OB   | Pedro Bigas          |
| 4  | OB   | Iván Ramis (kapitan) |
| 5  | PO   | Gonzalo Escalante    |
| 6  | PO   | Sergio Álvarez       |
| 7  | NA   | Quique               |
| 8  | PO   | Pape Diop            |
| 9  | NA   | Sergi Enrich         |
| 10 | PO   | Edu Expósito         |
| 12 | OB   | Paulo Oliveira       |

| Nr | Poz. | Piłkarz           |
| -- | ---- | ----------------- |
| 13 | BR   | Yoel Rodríguez    |
| 14 | PO   | Fabián Orellana   |
| 15 | OB   | José Ángel Valdés |
| 16 | PO   | Pablo de Blasis   |
| 17 | NA   | Kike              |
| 19 | NA   | Charles           |
| 20 | OB   | Roberto Correa    |
| 21 | PO   | Pedro León        |
| 22 | PO   | Takashi Inui      |
| 23 | OB   | Anaitz Arbilla    |
| 24 | OB   | Álvaro Tejero     |

### Piłkarze na wypożyczeniu
| Nr | Poz. | Piłkarz                                                 |
| -- | ---- | ------------------------------------------------------- |
|    | OB   | José Antonio Martínez (w Granada CF do 30 czerwca 2020) |
|    | OB   | Jordi Calavera (w Gironie FC do 30 czerwca 2020)        |
|    | PO   | Alain Ribeiro (w SD Leioa do 30 czerwca 2020)           |

| Nr | Poz. | Piłkarz                                                |
| -- | ---- | ------------------------------------------------------ |
|    | PO   | Roberto Olabe (w Albacete Balompié do 30 czerwca 2020) |
|    | NA   | Alexander Mesa (w Cádiz CF do 30 czerwca 2020)         |
|    | NA   | Asier Benito (w SD Ponferradina do 30 czerwca 2020)    |